# Manuel Gutiérrez
Manuel Gutiérrez Hernández (8 d'abril de 1920 - ?) fou un futbolista mexicà.

## Selecció de Mèxic
Va formar part de l'equip mexicà a la Copa del Món de 1950.